# Лабарр, Луи
Луи Лабарр (фр. Louis Labarre; 1810—1892) — бельгийский публицист, радикал.
Принимал активное участие в сентябрьской революции 1830 года. С 1848 года Лабарр, в течение восьми лет, редактировал в Брюсселе газету «Nation», которая, по выражению Ледрю-Роллена, была трибуной изгнанников всех стран Европы: её сотрудниками были Мадзини, Кошут, Лелевель, В. Гюго, Луи Блан, Шарра, Распайль и др. Написал множество памфлетов в адрес Наполеона III, биографию художника Вирца (Брюссель, 1866) и несколько драматических произведений.
Будучи противником политики, которую Наполеон III проводил в 1960-х годах, чтобы аннексировать Бельгию в 1871 году после падения Французской империи, Луи Лабарр был убежденным сторонником Парижской коммуны.